# Кранидия
Кранидия или Краник Джинджира (на гръцки: Κρανίδια, до 1927 година Κρανίκ Τζίντζηρα или Κρανιά Τσίντζηρα, Краник Цинцира или Крания Цинцира) е село в Република Гърция, част от дем Сервия в област Западна Македония.

## География
Селото е разположено на 320 m надморска височина, на около 4 km западно от Сервия, на десния бряг на Бистрица (Алиакмонас).

## История

### В Османската империя
В 1528 година Краник-Дзиндзира има 204 домакинства с 918 жители.
Александър Синве ("Les Grecs de l’Empire Ottoman. Etude Statistique et Ethnographique"), който се основава на гръцки данни, в 1878 година пише, че в Краникон (Kranikon) живеят 240 гърци, а в източната махала на селото Тинзира (Tinzira) – 130 гърци.
Според статистиката на Васил Кънчов („Македония. Етнография и статистика“) през 1900 година в Карник има 100 гърци.
На Етнографската карта на Битолския вилает на Картографския институт в София от 1901 година Карник е чисто гръцко село в Кожанската каза на Серфидженския санджак с 20 къщи. Същевременно Криники е чисто гръцко село в Серфидженската каза на Серфидженския санджак с 30 къщи. Втората махала на селото е показана като Цинцирас с 6 къщи.
Според статистика на Серфидженския санджак на гръцкото консулство в Еласона от 1904 година в Краник (Κρανίκ), Серфидженска каза, живеят 200 гърци елинофони християни.
По данни на секретаря на Българската екзархия Димитър Мишев („La Macédoine et sa Population Chrétienne“) в 1905 година в Карник (Karnik) има 100 гърци.

### В Гърция
През октомври 1912 година, по време на Балканската война, в селото влизат гръцки части и след Междусъюзническата война в 1913 година селото остава в Гърция. В 1927 година името на селото е сменено на Кранидия. Според Тодор Симовски в 20-те години в селото са заселени 149 души гърци бежанци. В 1928 година Кранидия е представено като изцяло бежанско селище с 25 бежански семейства и 96 жители.
Населението традиционно произвежда жито, тютюн и други земеделски продукти, като се занимава и със скотовъдство.
| Година    | 1913 | 1920 | 1928 | 1940 | 1951 | 1961 | 1971 | 1981 | 1991 | 2001 | 2011 | 2021 |
| --------- | ---- | ---- | ---- | ---- | ---- | ---- | ---- | ---- | ---- | ---- | ---- | ---- |
| Население | 245  | 238  | 430  | 678  | 787  | 900  | 721  | 730  | 699  | 563  | 461  | 324  |